# Armin Weier
Armin Weier (* 17. Juli 1956 in Vorbein) ist ein ehemaliger deutscher Ringer.

## Werdegang
Armin Weier gehörte der SG Dynamo Luckenwalde an und war in den Jahren zwischen 1976 und 1983 einer der besten Freistilringer in der DDR im Mittelgewicht. Er musste in der DDR in seiner Gewichtsklasse gegen starke Konkurrenten wie Peter Syring, Hans-Peter Franz, Frank Birke und Fred Hempel ankämpfen um bei internationalen Meisterschaften zu Einsätzen zu kommen. Ihm gelang dies nur zweimal.
Im Jahre 1978 wurde er DDR-Meister im Mittelgewicht, außerdem gelangen ihm bei DDR-Meisterschaften noch drei Platzierungen in den Medaillenrängen.
Bei der Europameisterschaft 1978 in Sofia startete er im Mittelgewicht und kam mit zwei Siegen, davon einem über den starken Türken Mehmet Uzun, zu einem guten 6. Platz. Bei den Olympischen Spielen 1980 in Moskau startete er wieder im Mittelgewicht, schied aber nach Niederlagen gegen den mehrfachen Weltmeister Magomed Arakilow aus der Sowjetunion und den Mongolen Dsewegiin Düwtschin nach der 2. Runde aus.

## Internationale Erfolge
(OS = Olympische Spiele, EM = Europameisterschaft, F = freier Stil, Mi = Mittelgewicht, Hs = Halbschwergewicht, damals bis 82 kg bzw. 90 kg Körpergewicht)
- 1976, 3. Platz, IV. Spartakiade der Junioren der Polizeiorgane der sozialistischen Staaten, F, Hs, hinter Beresojan, UdSSR u. Netz, Ungarn;

- 1978, 2. Platz, "Werner-Seelenbinder"-Turnier in Leipzig, F, Mi, hinter O. Alexejew, UdSSR u vor Volker Dürer, DDR;

- 1978, 6. Platz, EM in Sofia, F, Mi, mit Siegen über Georgios Polychronidis, Griechenland u. Mehmet Uzun, Türkei u. Niederlagen gegen István Kovács, Ungarn u. Hassan Zangiev, UdSSR;

- 1979, 5. Platz, "Werner-Seelenbinder"-Turnier in Leipzig, F, Mi, hinter Istvan Kovacs, Peter Syring, Günter Rieger u. Volker Dürer, alle DDR u. vor Hans-Peter Franz, DDR;

- 1980, 9. Platz, OS in München, F, Mi, nach Niederlagen gegen Magomed Arakilow, UdSSR u. Dsewegiin Düwtschin, Mongolei;

- 1981, 2. Platz, Turnier in Preßburg, F, Mi, hinter Peter Syring u. vor Leszek Ciota, Polen

## DDR-Meisterschaften
- 1976, 2. Platz, F, Mi, hinter Fred Hempel, SG Dynamo Luckenwalde u. vor Klaus Gierke, SC Motor Jena,
- 1978, 1. Platz, F, Mi, vor Volker Dürer, SC Motor Jena u. Hans-Peter Franz, SG Dynamo Luckenwalde,
- 1979, 2. Platz, F, Mi, hinter Peter Syring; SC Chemie Halle u. vor Michalke, SC Leipzig,
- 1983, 2. Platz, F, Mi, hinter Peter Syring u. vor Günter Rieger, SC Chemie Halle